# Reece Hodge
Pour les articles homonymes, voir Hodge.

a Compétitions nationales et continentales officielles uniquement.

b Matchs officiels uniquement.
Dernière mise à jour le 16 juillet 2024.
Reece Hodge, né le 26 août 1994 à Manly (Australie), est un joueur de rugby à XV international australien évoluant aux postes de centre, arrière, ailier ou demi d'ouverture. Il mesure 1,91 m pour 94 kg.

## Carrière

### En club
Reece Hodge commence sa carrière en 2013 avec le club du Manly RUFC en Shute Shield. Il évolue trois saisons avec le club de la banlieue de Sydney. Après avoir raté la saison 2014 en raison d'une blessure à la cheville, il se fait particulièrement remarquer lors de la saison 2015 où il dispute 20 matchs, tous en tant que titulaire, et inscrit 169 points.
Ses solides performances en championnat régional, ainsi qu'une vidéo de lui en train de passer une pénalité de plus de 75 mètres à l'entrainement, attirent les convoitises. Il est finalement recruté par les Melbourne Rebels en 2016 pour évoluer en Super Rugby,. Il fait ses débuts le 27 février 2016 contre la Western Force, produisant alors une solide performance en inscrivant deux essais, deux pénalités et deux transformations. Alors, il devient rapidement un cadre de l'équipe de Melbourne, alternant principalement entre les postes d'arrière ou de premier centre. En 2017, il prolonge son contrat avec les Rebels jusqu'en 2020,.
Il joue également en National Rugby Championship avec l'équipe des North Harbour Rays en 2015, avant de rejoindre Melbourne Rising en 2016.
En 2019, il prolonge son contrat avec les Rebels et la fédération australienne jusqu'en 2023. En juin 2023, il joue son centième match avec les Rebels, devenant le premier joueur de cette équipe à franchir cette barre symbolique. 
En 2023, après huit saisons avec les Rebels, il s'engage pour trois saisons avec le club français de l'Aviron bayonnais en Top 14,. 

### En équipe nationale
Reece Hodge a été appelé pour la première fois en équipe d'Australie en mai 2016 par le sélectionneur Michael Cheika.
Il obtient sa première cape internationale avec les Wallabies le 27 août 2016 à l’occasion d’un match contre l'équipe de Nouvelle-Zélande à Wellington.
En sélection, il principalement utilisé à l'aile ou au centre, mais il reste considéré comme un joueur polyvalent capable de couvrir tous les postes du 10 au 15,.
Principalement utilisé à l'aile par Cheika, c'est à ce poste qu'il est sélectionné dans le groupe australien pour disputer la Coupe du monde au Japon. Il est titulaire lors du premier match de poule face aux Fidji, match où il inscrit un essai et une pénalité. Il écoppe toutefois d'une suspension de trois matchs après la rencontre, pour un placage jugé dangereux,. Il fait son retour à la compétition lors du quart de finale contre l'Angleterre, où son équipe s'incline sur le score de 40 à 16.
En 2020, lors de la prise de fonction de Dave Rennie, il devient la première option au poste de demi d'ouverture,. Cette situation est cependant de courte durée, puisqu'il perd sa place en 2021 au profit de Noah Lolesio puis Quade Cooper. En 2021 et 2022, il est très souvent remplaçant et connaît ses quelques titularisations au poste d'arrière.
En juin 2023, il est sélectionné par Eddie Jones pour participer au Rugby Championship 2023,. Il ne joue qu'un match lors de la compétition. Il n'est pas retenu pour disputer la Coupe du monde en France.

## Palmarès

### En club
Néant

## Statistiques
Au 16 juillet 2024, Reece Hodge compte 63 capes en équipe d'Australie, dont 41 en tant que titulaire, depuis le 27 août 2016 contre l'équipe de Nouvelle-Zélande à Wellington. Il a inscrit 168 points (13 essais, 17 transformations et 23 pénalités). 
Il participe à huit éditions du Rugby Championship, en 2016, 2017, 2018, 2019, 2020, 2021, 2022 et 2023. Il dispute trente-six rencontres dans cette compétition.